# Verband der Zeitschriftenverlage in Bayern
Der Verband der Zeitschriftenverlage in Bayern (VZB) war ein eingetragener Verein mit Sitz in München. In dem Unternehmerverband haben sich Printverleger, Digitalfirmen und Dienstleister rund um die Zeitschriftenbranche organisiert. Der VZB war einer der fünf Trägerverbände des VDZ (Verband Deutscher Zeitschriftenverleger) in Berlin.
Seit 1. Januar 2022 ist der VZB auf den MVFP Medienverband der freien Presse verschmolzen und führt nun als Landesvertretung Bayern alle bisherigen Aktivitäten unter neuer Flagge fort.

## Geschichte und Aufgaben
Der VZB wurde am 15. November 1948 in München gegründet. Der MVFP Bayern – ehemals VZB – vertritt nach wie vor die unternehmerischen Interessen der Zeitschriftenverleger in Bayern und fördert seine Mitglieder in ideeller, kultureller und berufsständischer Hinsicht. Der Verband berät seine Mitglieder in verlegerischen Fragen und ist für seine tarifgebundenen Mitglieder als Arbeitgeberverband zuständig. In dem Verband haben sich circa 100 Verlage und Medienhäuser organisiert.

## Aus- und Weiterbildung
Zusammen mit dem Bayerischen Journalistenverband (BJV) und dem Verband der Bayerischen Zeitungsverleger (VBZV) trug der VZB die „Akademie der Bayerischen Presse“, die als Institut eine umfassende Fort- und Weiterbildung für Journalisten und Medienschaffende in Bayern anbietet. Die Trägerschaft des VZB ist auf den MVFP Bayern übergegangen.

## Preise und Auszeichnungen
Gemeinsam mit der Bayerischen Staatsregierung und anderen Medienverbänden verlieh der VZB den „Bayerischen Printpreis“, mit dem außerordentliche verlegerische Leistungen ausgezeichnet werden. Mit der „Jakob Fugger-Medaille“ wurden herausragende Persönlichkeiten und historische Verdienste für die Freiheit und Fortentwicklung der Zeitschriftenbranche durch den VZB ausgezeichnet. Preisträger waren u. a. Hubert Burda (2007), Reinhard Mohn (2000) und Golo Mann (1982).
Diese Aufgaben werden nun von der Landesvertretung Bayern des Medienverbands der freien Presse fortgeführt und ausgebaut.

## Vorstand
Erster Vorsitzender des MVFP Medienverband der freien Presse, Landesvertretung Bayern, ist Horst Ohligschläger, die Geschäftsführung obliegt Anina Veigel.